# Klitoria ternateńska

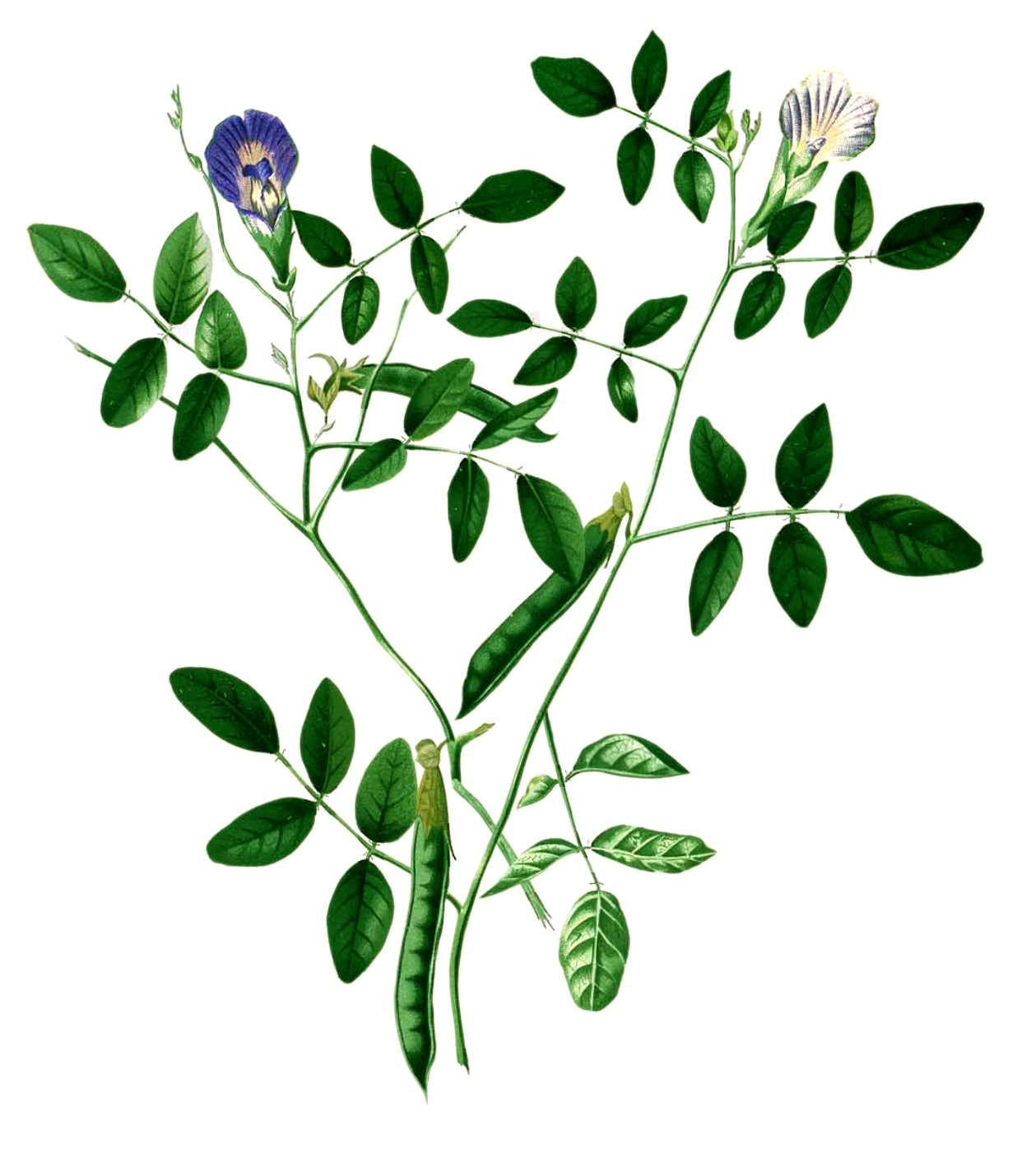
Morfologia

Klitoria ternateńska (Clitoria ternatea L.) – gatunek tropikalnej rośliny należący do rodziny bobowatych (Fabaceae).

## Morfologia
Roślina zielna, liście o długości 6–17 cm, naprzemianległe, z 5–7 eliptycznymi listkami o długości 2–7 cm. Kwiaty najczęściej fioletowe, niekiedy białe lub różowe, z żółto-białą plamką w środku. Kwiaty odwrócone o 180 stopni w porównaniu z kwiatkami innych motylkowych. Pod działaniem kwasów kwiat zmienia barwę na czerwoną, zaś zasad – na niebieską. Owoce: zielone, lekko owłosione strąki o długości 5–12 cm.

## Zastosowanie
- Ze względu na ładne kwiaty w krajach o tropikalnym klimacie jest uprawiana jako roślina ozdobna.
- W niektórych krajach Azji stosuje się do barwienia żywności.
- Roślina jest wykorzystywana w tradycyjnej medycynie ajurwedyjskiej. Tradycja przypisuje jej działanie przeciwstresowe, wzmacniające pamięć i inne. Badania naukowe potwierdziły przeciwbakteryjne, przeciwgorączkowe, przeciwzapalne, przeciwbólowe, moczopędne, znieczulające, przeciwcukrzycowe, owadobójcze działanie ekstraktów, wpływ na agregację płytek krwi oraz działanie relaksujące, połączone z rozluźnieniem mięśni gładkich[5][6]. Etanolowy ekstrakt z korzenia stosowany jest w medycynie ludowej jak lek przeciwastmatyczny. Także w tym zakresie ocena naukowa potwierdza wartość farmaceutyczną wykorzystywanego gatunku. Substancjami aktywnymi mogą być flawonoidy i saponiny obecne w roślinie[7].

## Obecność w kulturze i symbolice
- W Indiach kwiaty klitorii (sanskryt: aparadźita, dosłownie: „niezwyciężona”) uważane są za symbol bogini Durgi[potrzebny przypis].